# Попова (кратер)
Попова (англ. Popova) — 35-километровый ударный кратер на планете Меркурий.

## География и геология
Координаты кратера — 34°42′ ю. ш. 66°38′ з. д. / 34,7° ю. ш. 66,64° з. д.. Особенностями его строения являются значительная центральная горка и обширный оползень вдоль внутренней части котловины кратера. 
По правилам Международного астрономического союза кратеры на Меркурии называют в честь деятелей культуры: писателей, поэтов, художников, скульпторов, композиторов. Есть и исключения из этого правила — один кратер диаметром 60 км с лучевой системой назван в честь известного американского астронома Джерарда Койпера.
Кратеры на Меркурии появились в ту пору, когда все тела Солнечной системы подвергались мощной метеоритной бомбардировке. Каждый удар метеорита сопровождается взрывом и оставляет воронку — кратер. В отсутствие атмосферы и водных потоков рельеф поверхности Меркурия остается неизменным уже более 4 млрд. лет.

## Эпоним
Кратер назван в честь русской художницы Любови Сергеевны Поповой (1889—1924). Название официально утверждено Международным астрономическим союзом в 2012 году.